# الکس گیبسون (بازیکن فوتبال، زاده ۱۹۸۲)
الکس گیبسون (انگلیسی: Alex Gibson؛ زادهٔ ۱۲ اوت ۱۹۸۲) بازیکن فوتبال اهل بریتانیا است.
از باشگاه‌هایی که در آن بازی کرده‌است می‌توان به باشگاه فوتبال استوک سیتی، باشگاه فوتبال استافورد رانجرز، باشگاه فوتبال پورت ویل، و باشگاه فوتبال درویلزدن اشاره کرد.